# Zollnersee
Der Zollnersee ist ein Bergsee auf der Kärntner Seite des Karnischen Hauptkammes nahe der Grenze zu Italien. Der See liegt in 1780 m Seehöhe und ist rund 1 Hektar groß. Etwa 800 m westlich des Sees befindet sich die vom österreichischen Alpenverein bewirtschaftete Zollnerseehütte. Der Zollnersee gehört zur Zollner Alm mit Eggile Alm, Rosser Alm und Ochsenalm. Die Rosserhütte ist in der Alpzeit geöffnet.